# Епархия Джаффны
 Епархия Джаффна (лат. Dioecesis Iaffnensis) — епархия Римско-Католической Церкви с центром в городе Джаффна в Шри-Ланке. Епархия Джаффны входит в архиепархию Коломбо. Кафедральным собором епархии Джаффны является церковь Пресвятой Девы Марии.

## История
17 февраля 1845 года Святым Престолом был учрежден апостольский викариат Джаффны, выделившийся от апостольского викариата Цейлона (сегодня — архиепархия Коломбо).
1 сентября 1886 года Римский папа Лев XIII буллой Humanae salutis преобразовал апостольский викариат Джаффны в епархию Джаффны.
25 августа 1893 года, 19 декабря 1975 года и 24 января 1981 года территория епархии Джаффны была поделена соответственно с епархией Тринкомали-Баттикалоа, апостольским викариатом Анурадхапуры (сегодня — Епархия Анурадхапуры и Епархия Маннар).

## Ординарии епархии
- епископ Orazio Bettacchini (17.09.1847 — 26.07.1857);
- епископ Stefano Semeria (26.09.1857 — 23.01.1868);
- епископ Christophe-Etienne Bonjean (5.07.1868 — 20.04.1883);
- епископ André-Théophile Mélizan (20.04.1883 — 15.04.1893);
- епископ Henri Joulain (20.07.1893 — 8.02.1919);
- епископ Jules-André Brault (5.08.1919 — 20.01.1923);
- епископ Alfred-Jean Guyomard (16.01.1924 — 18.07.1950);
- епископ Jerome Emilianus Pillai (18.07.1950 — 17.07.1972);
- епископ Jacob Bastiampillai Deogupillai (18.12.1972 — 6.06.1992);
- епископ Thomas Savundaranayagam (с 6.07.1992 — по настоящее время).

## Источник
- Annuario Pontificio, Ватикан, 2007.
- Булла Римского папы Льва XIII «Humanae salutis»  (итал.)